# NGC 1033
NGC 1033 (również PGC 10108) – galaktyka spiralna (Sc), znajdująca się w gwiazdozbiorze Wieloryba. Odkrył ją Francis Leavenworth w 1886 roku.
W galaktyce tej zaobserwowano supernową SN 2010jc.